# Playboy

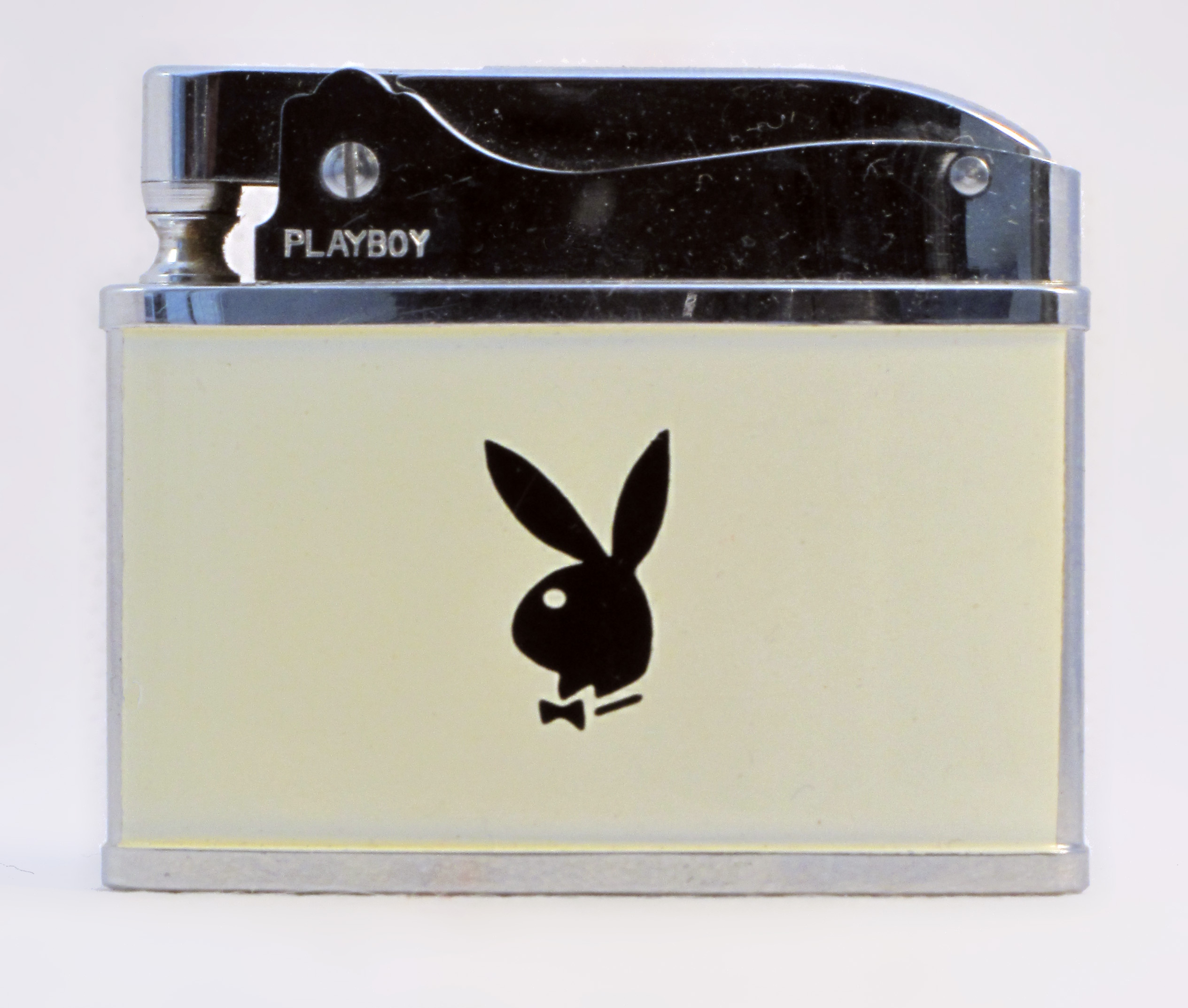
En tändare från 70-talet med Playboys logotyp.

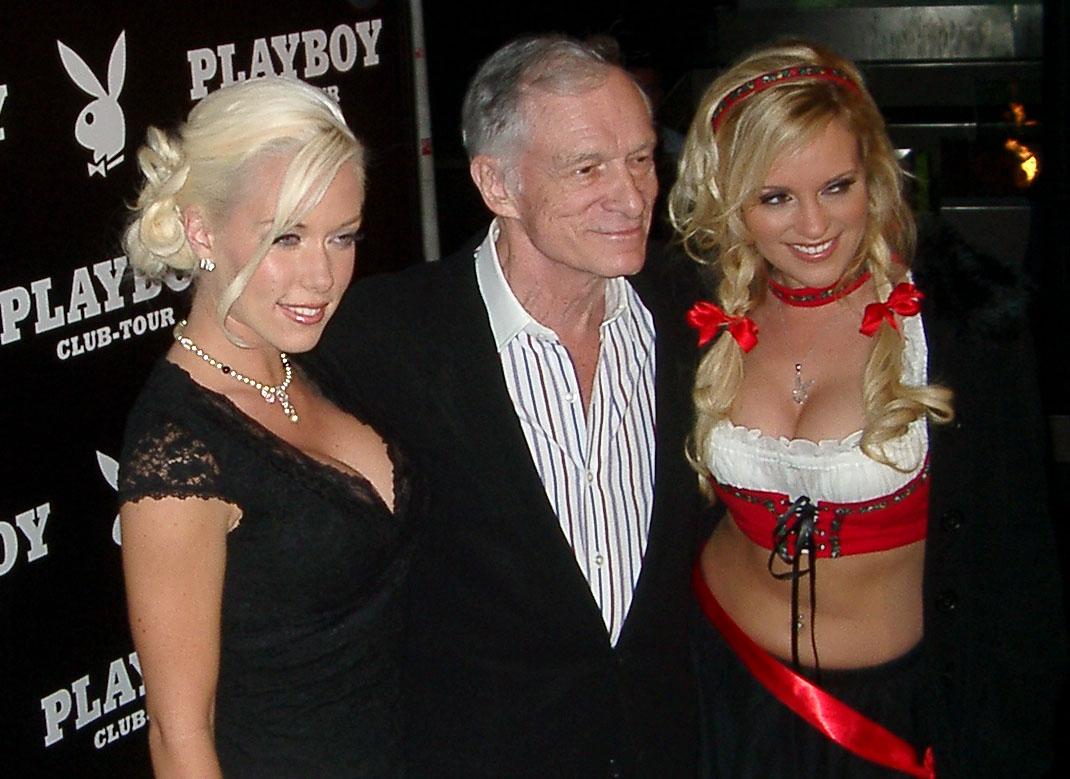
Playboys grundare Hugh Hefner firar sin 80-årsdag i München tillsammans med Kendra Wilkinson och Bridget Marquardt, i bakgrunden syns Playboys logotyp, en kanin i fluga.

Playboy var en månatlig amerikansk tidning som utgavs 1953–2020 av Playboy Enterprises. Den grundades av Hugh Hefner (1926–2017), som i hög grad gav den sin personliga prägel av elegant herrtidning. Tidningen innehöll seriösa artiklar och skönlitteratur, men även erotiska bilder på bland annat månadens playmate. Efter nedläggningen har tidskriften ersatts av en webbplats som saknar redaktionellt textinnehåll.

## Historik
Playboy startade sin utgivning 1953. I det första numret, som sålde 50 000 exemplar, publicerades nakenfotografier på den då nya filmstjärnan Marilyn Monroe.
Framöver skulle tidningen komma att innehålla en blandning av nakenbilder på kvinnor samt artiklar och redaktionellt textmaterial av olika kända skribenter, med namn som Margaret Atwood, Vladimir Nabokov, Kurt Vonnegut, Joyce Carol Oates, James Baldwin och Saul Bellow. I tidningen publicerades även intervjuer med internationellt kända personer som Fidel Castro, Martin Luther King Jr. och John Lennon. I en tid när den allmänna kulturen ansåg nakenhet vara omoralisk, fungerade Playboys erotiska innehåll för många även som en sorts motkultur.

### Utveckling
Playboys storhetstid var från sent 1950-tal till tidigt 1970-tal. Under denna tid var dels konkurrensen mindre, dels den allmänna sexualmoralen jämförelsevis mer restriktiv. Upplagan nådde sin högsta siffra år 1972 med 7,1 miljoner, enligt en källa, men över 7 miljoner först i september 1973 enligt en undersökande journalist. Playboy kunde kombinera ett högkvalitativt artikelinnehåll med vad som idag ofta uppfattas som smakfull erotik och ändå sälja stora upplagor. Från 1970-talet har tidningen fått erfara en allt hårdare konkurrens, men ändå lyckats bevara en hygglig upplaga. 
Kring år 1978 befann sig företaget i ett akut ekonomiskt läge som hotade att tillintetgöra företaget. Hefner blev, tillsammans med andra i ledningen, skyldig att återbetala pengar till bolaget när en revision fastslog att de hade använts för privat bruk. Kapital kanaliserades från verksamheten i England för att täcka upp förlusterna i USA.

### 2010-talet
Upplagan var 2010 cirka 4,5 miljoner, och Playboy var då en av få tidningar som överlevt som klassiskt printmagasin och fortfarande gjorde stora vinster. 2015 var upplagan dock nere på 800 000 exemplar.
Förutom på engelska fanns ett flertal upplagor på andra språk, med till stor del eget innehåll.
2013 introducerades för första gången Playboys licensprodukter på den skandinaviska marknaden. Utbudet har bestått av bland annat: Playboy kondomer, parfymer, massageoljor, Playboy Home collection, Playboy Make-up collection, Playboy Jewelry och Playboy E-cigaretter. Distributionen har skett av Playboy - Northern Europe Division med John Berglund som Nordenansvarig.

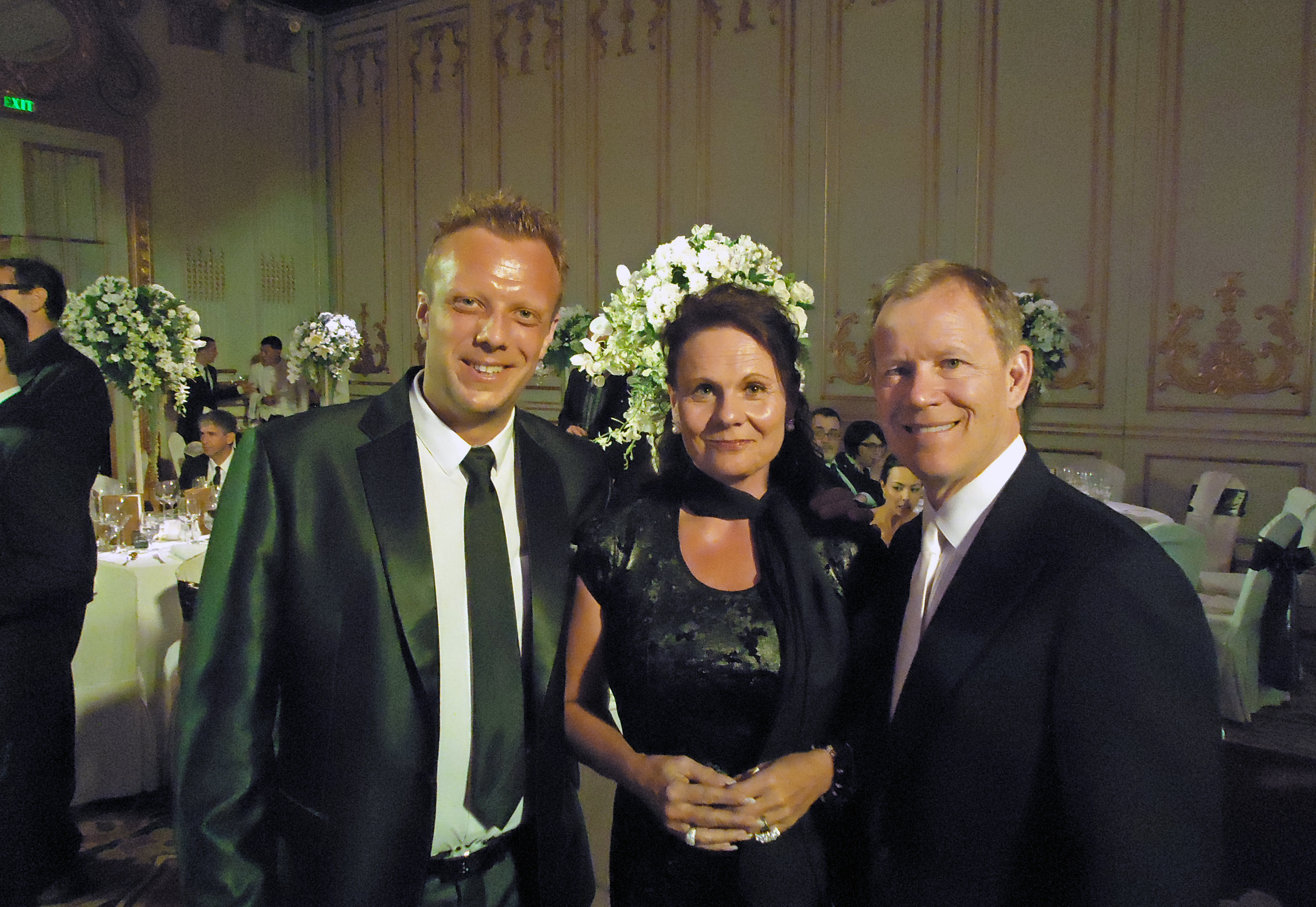
John Berglund ses här tillsammans med Scott Flanders - CEO Playboy Enterprises

2015 meddelades det att januari/februari-utgåvan 2016 – med Pamela Anderson som nakenmodell – skulle bli det sista numret som innehöll helt nakna modeller. I ett försök att bredda läsekretsen och öka upplagan avsåg man att fokusera på ett mindre naket innehåll. Man menade också att den stora tillgången till naket material på internet var en svår konkurrent för en tidning som blivit känd för sitt avklädda innehåll. Samma år lanserades Playboy energidryck på den skandinaviska marknaden. Detta var den internationellt mest sålda licensprodukten som lanserats under varumärket Playboy.
Playboy återkom dock med naket innehåll i tidningen redan 2017, efter att den "påklädda" varianten av tidningen kritiserats för att vara ängslig och sakna karaktär. Samtidigt ändrades utgivningstakten från månatlig till varannan månad. Det första numret med naket kom ut "lagom" till Alla hjärtans dag. Senare under året avled tidningens grundare Hugh Hefner.
Under 2019 gjordes tidningen återigen om. Man övergick samtidigt till en kvartalsmässig utgivning.

### Nedläggning och fortsättning
Våren 2020 lade bolaget ner utgivningen av sin tryckta tidning, som en följd av den globala covid-19-viruspandemin och dess påverkan på tidningsmarknaden. Den då aktuella tidningen – Spring 2020 – skulle då bli den sista i tryck. Beslutet var även ett resultat av en redan pågående transformering av bolagets verksamhet från tryck till internet; man tänkte dock fortsätta ge ut specialutgåvor av tidningen i tryck.
Tidigt 2025 återkom tidningen med en "årsutgåva". Mark Healy, med erfarenhet från tidningar som GQ och Rolling Stone, fungerade då som chefredaktör för återstarten av den tryckta Playboy. Inom mediebranschen fanns då farhågor för att företagets sjunkande omsättningstrend skulle kunna vändas, i ljuset av avslöjande dokumentärer omkring Hugh Hefners liv.